# Championnat d'Israël de football 1993-1994
Navigation
Championnat d'Israël 1992-1993 Championnat d'Israël 1994-1995
Le Championnat d'Israël de football 1993-1994 est la 42e édition de ce championnat.

## Classement[1]
| Rang | Équipe                 | Pts | J  | G  | N  | P  | Bp | Bc | Diff |
| ---- | ---------------------- | --- | -- | -- | -- | -- | -- | -- | ---- |
| 1    | Maccabi Haïfa          | 95  | 39 | 28 | 11 | 0  | 97 | 27 | +70  |
| 2    | Maccabi Tel-Aviv       | 88  | 39 | 27 | 7  | 5  | 80 | 36 | +44  |
| 3    | Hapoël Beer-Sheva      | 65  | 39 | 18 | 11 | 10 | 54 | 38 | +16  |
| 4    | Betar Jérusalem        | 64  | 39 | 19 | 7  | 13 | 75 | 66 | +9   |
| 5    | Hapoël Tel-Aviv        | 54  | 39 | 16 | 6  | 17 | 61 | 59 | +2   |
| 6    | Maccabi Netanya        | 49  | 39 | 13 | 10 | 16 | 64 | 71 | -7   |
| 7    | Hapoël Petah-Tikvah    | 48  | 39 | 12 | 12 | 15 | 53 | 56 | -3   |
| 8    | Bnei Yehoudah          | 47  | 39 | 13 | 8  | 18 | 55 | 67 | -12  |
| 9    | Maccabi Petah-Tikvah   | 47  | 39 | 11 | 14 | 14 | 37 | 46 | -9   |
| 10   | Hapoël Tsafririm Holon | 45  | 39 | 11 | 12 | 16 | 43 | 68 | -25  |
| 11   | Maccabi Herzliya       | 41  | 39 | 10 | 11 | 18 | 41 | 53 | -12  |
| 12   | MS Ashdod              | 38  | 39 | 9  | 11 | 19 | 53 | 57 | -4   |
| 13   | Hapoël Haïfa           | 34  | 39 | 7  | 13 | 19 | 39 | 80 | -41  |
| 14   | Hapoël Kfar Sabah      | 32  | 39 | 7  | 11 | 21 | 36 | 64 | -28  |

|  | Champion              |
|  | Barrage de relégation |
|  | Relégué               |

## Barrages de relégation
| 1992 | Hapoël Haïfa (D1) | 0-1 | Shimshon Tel-Aviv (D2) |  |  |
|      |                   |     |                        |  |  |

| 1992 | Shimshon Tel-Aviv (D2) | 0-3 | Hapoël Haïfa (D1) |  |  |
|      |                        |     |                   |  |  |

## Bilan de la saison
| Tableau d'Honneur                |                  |
| Compétition                      | Vainqueur        |
| Championnat d'Israël de football | Maccabi Haïfa    |
| Coupe d'Israël de football       | Maccabi Tel-Aviv |

| Promotions et relégations |                                                               |
| Relégués en Liga Leumit   | Hapoël Kfar Sabah                                             |
| Promus en Ligat ha'Al     | Beitar Tel-Aviv Hapoël Beit She'an Hapoël Ironi Rishon LeZion |